# 엘리사벳 앤 시튼
성녀 엘리사벳 앤 베일리 시튼(1774년 8월 28일 - 1821년 1월 4일)은 미국의 로마 가톨릭교회 성인이다. 메릴랜드주 에미츠버그에 미국 최초의 가톨릭 학교를 설립하였으며, 미국 최초의 여성 수도회인 사랑의 시튼 수녀회를 설립하였다.

## 약력

### 초창기
엘리사벳 앤 시튼은 1774년 8월 28일 뉴욕 시에서 사회적으로 유명한 부부였던 리처드 베일리와 캐서린 찰턴 부부 사이에서 둘째 딸로 태어났다. 베일리와 찰턴 부부의 집안은 뉴욕 지역 초창기의 식민지 정착민들이었다. 엘리사벳의 친가는 뉴욕주 뉴로셸에 정착한 유명한 프랑스계 위그노 집안이었다. 엘리사벳의 아버지는 뉴욕 항만의 의사로 일하였으며, 어머니는 성공회 목사의 딸이었다. 어머니의 영향으로 엘리사벳은 성공회에서 유아 세례를 받았다.
엘리사벳의 어머니 캐서린은 그녀의 나이 3세 때인 1777년에 사망하였다. 가장 막내딸이었던 캐서린이 그 다음해에 이른 나이에 사망한 것으로 보아 아마도 출산의 후유증 때문이었을 것으로 추정된다. 아버지 리처드 베일리는 남은 두 딸에게 새 어머니를 만들어주기 위해 루스벨트 가문의 딸 샬로트 아멜리아 버클레이와 재혼하였다. 새 어머니가 된 샬로트 버클레이는 사회활동에 능동적으로 참여하였으며, 결손가정의 집을 방문하여 그들에게 필요한 음식과 물품들을 나누어주곤 하였다. 그리고 이런 일이 있을 때마다 어린 엘리사벳을 항상 동행시켰다.
리처드 베일리와 샬로트 버클레이 부부는 일곱 명의 자녀를 낳았지만, 결혼생활의 갈등이 잦아지자 결국 이혼하게 되었다. 엘리사벳과 그녀의 언니 메리 매그덜린은 이혼 과정에서 새 어머니에게 가려고 했으나, 거부를 당했다. 아버지 리처드 베일리는 의학 공부를 위해 런던으로 가면서, 자매는 삼촌인 윌리엄 베일리와 그의 아내 사라 펠 베일리 부부와 뉴로셸에서 잠시 동안 같이 살았다. 엘리사벳은 훗날 이 날을 회고하면서 어머니를 두 번씩이나 잃으면서 엘리사벳은 한동안 우울증을 앓았다고 고백하였다. 엘리사벳은 우울증을 치료하고자 자연과 시 그리고 음악(특히 피아노 연주)을 사랑하였다. 또한 그녀는 종종 명상에 빠져 종교적인 글귀나 그녀가 읽은 책 중에 마음에 드는 구절을 그대로 받아 적곤 하였다.

### 결혼과 자녀
1794년 1월 25일 엘리사벳은 19세의 나이에 부유한 수입상 실업가인 윌리엄 마지 시튼과 결혼하였다. 이들 부부의 결혼식을 주례한 이는 뉴욕 최초의 성공회 주교인 사무엘 프로부스트가 섰다.
윌리엄은 자신의 아버지와 동생 제임스와 함께 1793년에 수출입 무역회사 윌리엄 시튼 회사를 창립하였다. 1788년 유럽을 방문한 그는 이탈리아의 명성 높은 상인 필리포 필리치와 절친한 사이가 되었다.
윌리엄과 엘리사벳 사이에는 다섯 명의 아이가 태어났다. 첫째 안나 마리아(1795-1812), 둘째 윌리엄 리처드 (1798-1823), 셋째 캐서린(1800-1891), 다섯째 엘리자베스이다.
엘리사벳은 비록 대가족을 부양하고 가정 일을 하느라 바빴지만, 자신의 부친과 계모가 가르쳐준 대로 도시 내 빈곤층에 대한 관심을 지속적으로 나타내었다. 그녀는 부녀자 몇 명을 이끌고 아프고 가난한 사람들의 집을 찾아가 봉사활동을 하는 단체를 조직하였다. 이 단체는 17세기 프랑스에서 활동한 성 빈첸시오 아 바오로의 활동에 자극을 받아 비공식적으로 ‘사랑의 여인들(Ladies of Charity)’이라고 불리었다.

뉴욕에서 엘리사벳 앤 시튼이 거주했던 집은 나중에 성모 마리아와 그녀를 기리는 성당으로 개축되어 오늘날까지 이르고 있다.

### 사별과 회심
1802년까지 나폴레옹 치하의 프랑스 제국의 대륙 봉쇄령의 여파와 수척에 달하는 회사 소유의 배들이 해상에서 풍랑을 만나 침몰하면서 시튼 회사는 파산하고 말았다. 그리고 얼마 지나지 않아 윌리엄은 병에 걸려 의료진의 권유에 따라 엘리사벳과 장녀 안나 마리아를 대동하고 따뜻한 기후의 이탈리아로 요양을 갔다. 레그혼에 항구에 내린 그들은 검역소에 억류되었으며, 결국 윌리엄은 1803년 12월 27일 억류 중에 사망하였다. 엘리사벳과 그녀의 딸 안나 마리아는 죽은 남편의 이탈리아인 사업 파트너들의 가족이 인계하여 데려갔다. 엘리사벳은 그들과 함께 머물면서 로마 가톨릭교회에 대해 알게 되었다.
미국으로 귀국한 그녀는 결국 가톨릭교회로 귀의하였으며, 1805년 3월 14일 당시 뉴욕 시에서 하나밖에 없는 가톨릭 성당이었던(반가톨릭 법이 겨우 몇 년 전에 미국에서 철회되었음) 성 베드로 성당의 주임사제 매튜 오브라이언 신부로부터 가톨릭 세례성사를 받아 정식으로 가톨릭 신자로 받아들여졌다. 1년 뒤에 그녀는 당시 미국의 유일한 가톨릭 주교였던 볼티모어 교구장 존 캐럴 주교로부터 견진성사를 받았다.
엘리사벳은 자신과 자기 자녀들의 생계를 위해 젊은 처자들을 위한 학원을 열었는데, 이는 당시 과부들의 사회적 지위로 봤을 때 그녀가 할 수 있었던 유일한 일이었다. 하지만 그녀가 가톨릭 신자가 되었다는 사실이 알려지자 대부분의 부모가 자신들의 딸들의 학원 등록을 취소시켰다. 왜냐하면 당시만 해도 미국에서는 아직 반가톨릭 정서가 팽배했기 때문이었다. 이 무렵에 그녀는 우연히 성 술피시오회 공동체 총장으로서 프랑스 이민자 사회의 일원이었던 루이 기욤 발렌타인 뒤부르 신부를 만나게 되었다. 성 술피시오회는 프랑스의 공포정치와 교회에 대한 박해를 피해 미국으로 건너왔으며, 미국에서 최초의 가톨릭 신학교를 세우기 위해 준비하던 중이었다. 뒤부르 신부는 미국에 오면서부터 오랫동안 미국 내 가톨릭 사회의 교육열을 충족시켜 줄 수 있는 종교 학교를 세우고 싶다는 열망을 갖고 있었다.

### 창립자
몇 년 간의 힘들고 어려운 노력 끝에 드디어 1809년 엘리사벳은 성 술피시오회원들의 지원 요청을 받아들여 메릴랜드주 에미츠버그로 이사하였다. 이사한지 1년 후에 엘리사벳은 가톨릭 신자인 소녀들의 교육을 위해 성 요셉 학원과 미국 최초의 가톨릭 사립 무료 학교를 개설하였다. 이는 가톨릭교회로 회심한 부유한 재벌 사무엘 서덜랜드 쿠퍼의 재정적인 지원을 받았기 때문에 가능하였다. 훗날 그는 존 두보이스 주교와 성 술피시오회에서 새로 설립한 마운트 세인트메리 대학교의 신학 교수가 되었다.
7월 31일 엘리사벳은 에미츠버그에 가난한 집안의 자녀들을 돕기 위한 교회 공동체를 조직하였다. 이 공동체는 미국에서 개설된 최초의 여성종교단체였다. 이 공동체는 처음에는 ‘성 요셉의 사랑의 자매회’라고 불렸으며, 나중에 사랑의 시튼 수녀회로 개명하였다. 이후 엘리사벳 앤 시튼은 ‘시튼 원장수녀’(Mother Seton)라고 불리게 되었다.
엘리사벳은 여생을 자신이 창설한 공동체를 이끌고 발전시키는 데에 주력하였다. 그녀는 매력적이고 교양 있는 여성으로 두각을 나타냈다. 그녀는 당시 뉴욕 사회의 사회적 압력에 굴복하지 않고 자신의 종교적 소명과 자선 활동을 끝까지 밀고나갔다. 하지만 무엇보다도 그녀가 직면했던 가장 큰 난관은 내적인 문제에 있었다. 오해로 인하여 사람들과의 관계에서 갈등이 일어나고, 두 딸과 다른 사랑하는 사람들 그리고 공동체 안의 여러 젊은 수녀들이 사망하면서 겪은 정신적 괴로움이 그것이었다. 엘리사벳은 1821년 1월 4일 46세의 나이에 결핵에 걸려 선종하였다. 임종 직전에 그녀는 공동체의 모든 회원들에게 “교회의 딸들이 되십시오.”라고 당부하였다. 엘리사벳의 시신은 나중에 성녀 엘리사벳 앤 시튼 국립 성당에 안치되었다.

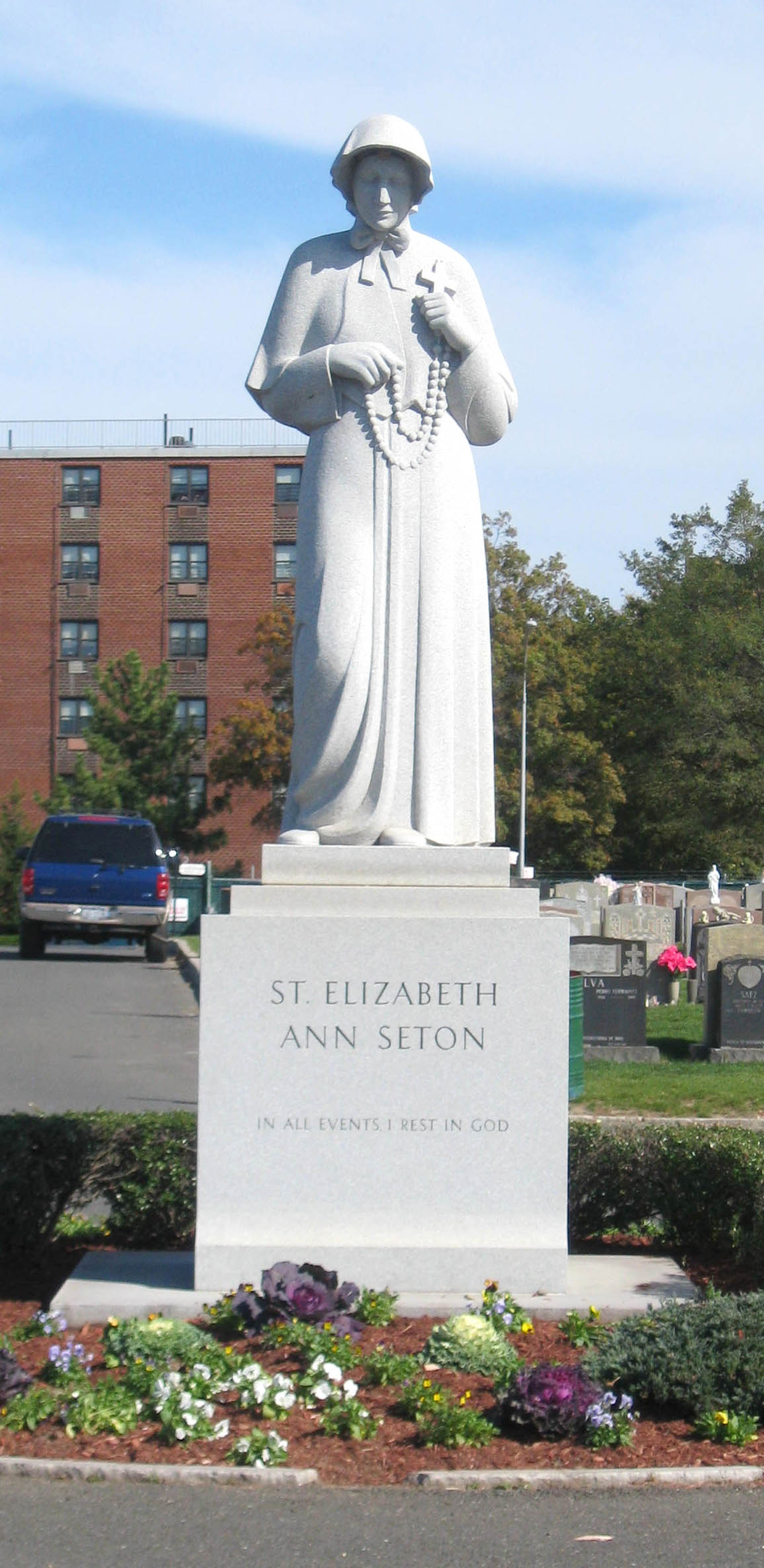
뉴욕에 있는 성녀 엘리사벳 앤 시튼 성상

## 시성
1959년 12월 18일 엘리사벳은 교황청 시성성에 의해 가경자로 선포되었다. 그리고 1963년 3월 17일 교황 요한 23세에 의해 복자로 시복되었으며, 1975년 9월 14일 교황 바오로 6세에 의해 성인으로 시성됨으로써 미국에서 태어나 자란 미국 토박이로서는 최초로 성인이 되었다. 가톨릭교회에서는 성인으로 시성되려면 순교하거나 최소한 그의 전구를 통해 두 번 이상의 기적이 일어나야 하는 것을 조건으로 걸고 있다. 교황청에는 엘리사벳 앤 시튼의 전구로 이루어진 세 가지 기적을 공식적으로 인정하면서 시성 조건을 충족시켰다고 판단을 내렸다. 첫 번째 사례는 암에 걸린 사랑의 시튼 수녀회의 거트루드 코젠도르퍼 수녀가 엘리사벳 앤 시튼 성녀의 전구를 통해 기적적으로 치유된 사례이다. 두 번째 사례는 안 테레사 오네일이 앓았던 급성 림프성 백혈병이 기적적으로 치유된 일, 세 번째 사례는 카를 칼린이 앓았던 뇌염이 치유된 일이다.
그녀의 축일은 미국에 가톨릭 교구가 처음으로 설정된 1월 4일로 지정되었다.
미국 사회 내에서 엘리사벳 앤 시튼은 가톨릭 학교들의 수호성인으로 공경을 받고 있다. 뉴욕에 있는 세인트 패트릭 대성당의 청동 정문에는 엘리사벳 앤 시튼의 얼굴이 부조로 새겨져 있으며, 그 밑에 ‘뉴욕의 딸(Daughter of New York)’이라는 영문이 새겨져 있다. 그리고 과거 그녀가 맨해튼에 있을 때 살았던 자택이 있던 자리에는 성모 마리아와 그녀를 기리는 성당이 세워졌다.